# Artiglieria da montagna

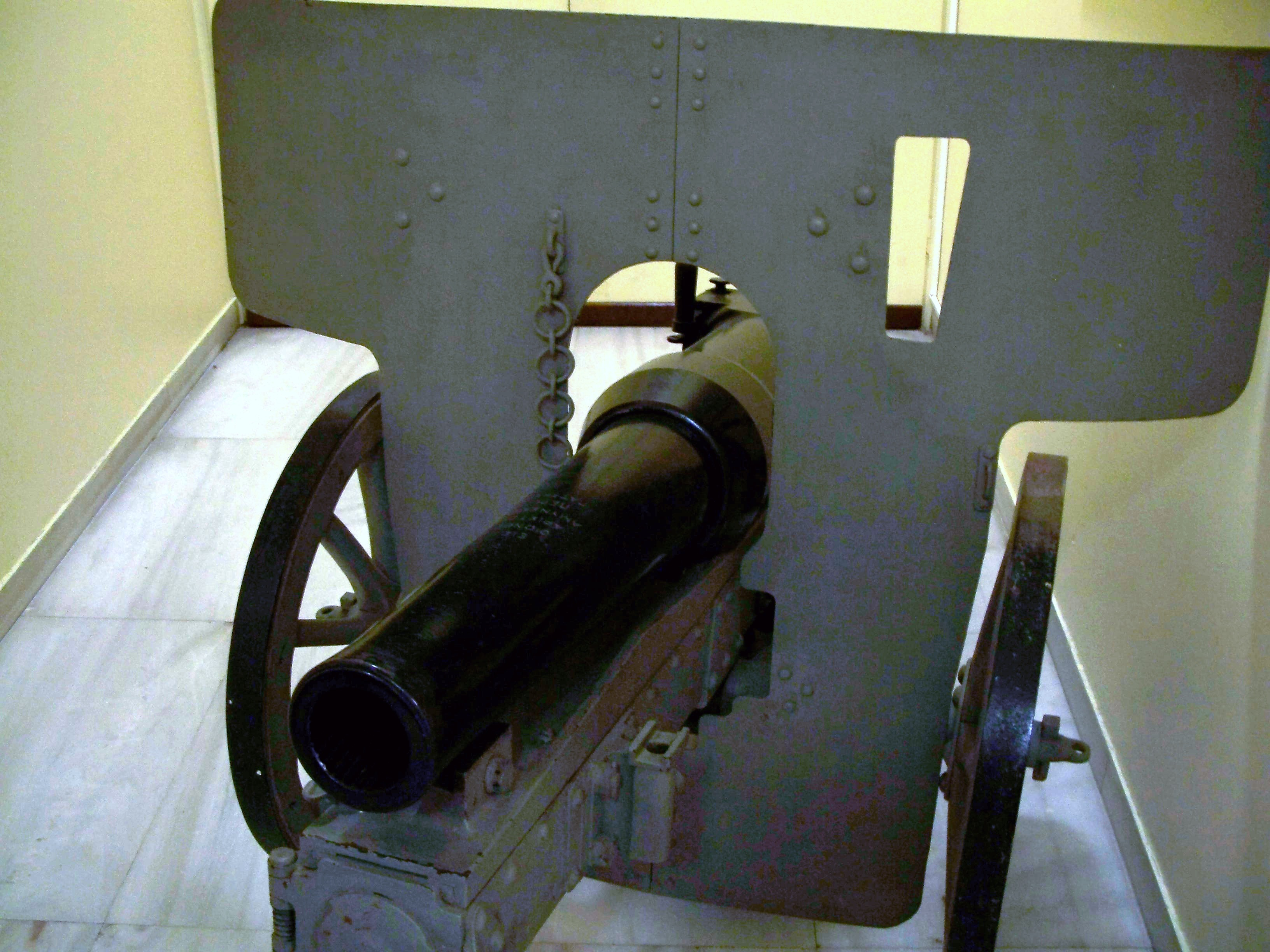
Cannone originale di P. Lykoudis del 1891 a retrocarica, smontabile con sistema di controllo del rinculo

Con artiglieria da montagna si indica l'artiglieria progettata per l'uso nella guerra in montagna ed in aree dove un normale trasporto su ruote non è fattibile. È simile al cannone d'accompagnamento, e di solito può essere smontato in pacchi più piccoli, per trasporto via cavallo, persona, mulo, trattore, o camion.

## Storia

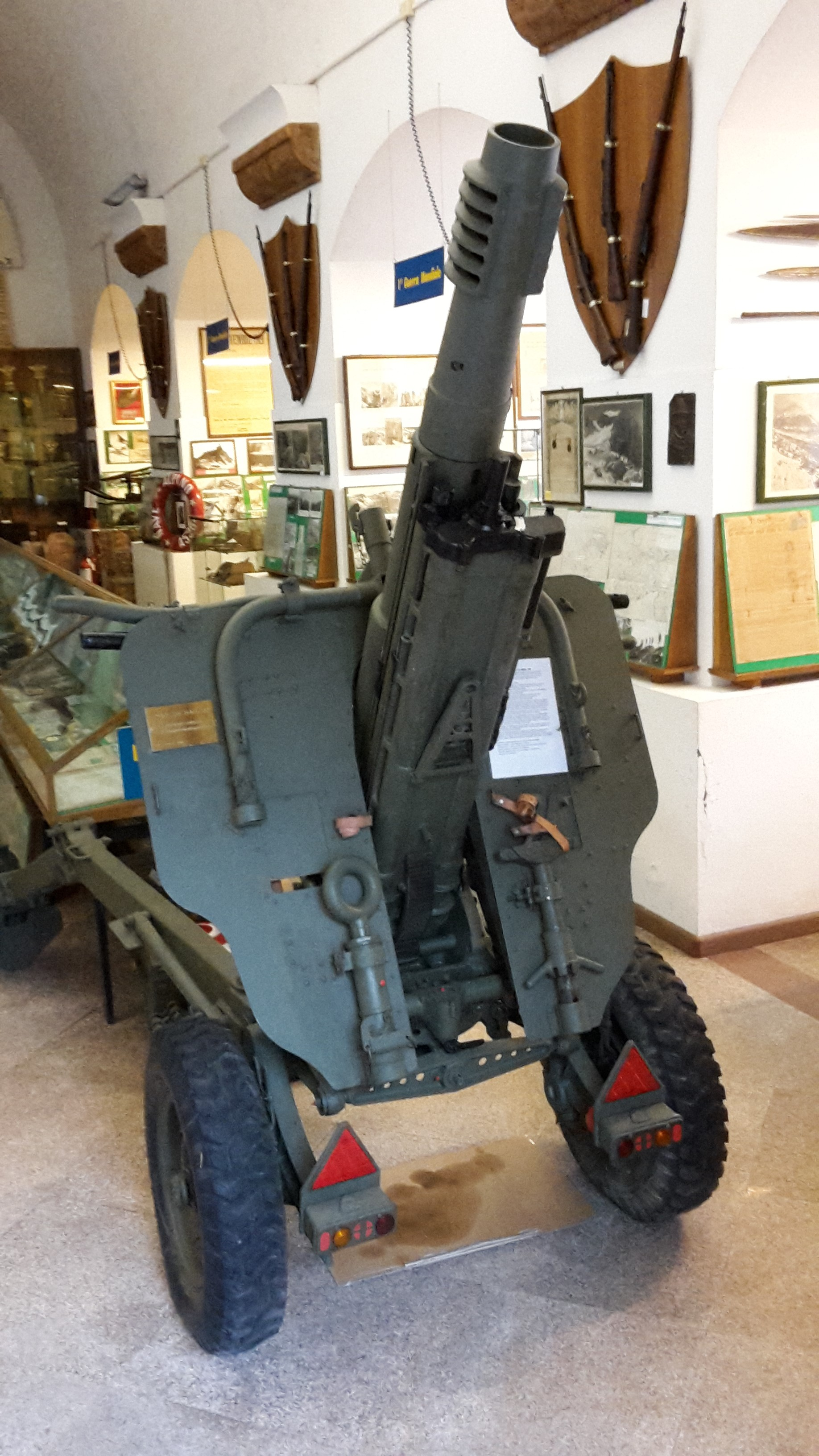
L'obice M56 nel museo storico degli alpini a Trento

Per la sua capacità di smontaggio a volte è chiamato "pack gun" o "pack howitzers" (cannone spalleggiabile o obice spalleggiabile). Durante la guerra di secessione americana i cannoni piccoli, facilmente spostabili erano detti "mountain howitzers" (obici da montagna)
P. Lykoudis e Panagiōtīs Dagklīs (dal quale viene il nome del 75 mm Schneider-Danglis Mle 1906/09) svilupparono i primi modelli di cannoni da montagna a retrocarica con sistemi di controllo del rinculo e con la possibilità di essere facilmente smontati e rimontati negli anni '90 dell'800.
Ebbe grande uso nel corso della prima guerra mondiale, sul fronte italiano, utilizzata dal corpo degli alpini.
Molto spesso durante i 2 conflitti mondiali cannoni antiaerei o cannoncini anticarro vennero spesso riconvertiti in artiglieria da montagna, dato il loro peso ridotto , le prestazioni mediocri, e la reperibilità di munizioni(con annesso trasporto)li rese la scelta migliore e più conveniente in alta quota.
Ad oggi i cannoni da montagna sono in gran parte superati, essendo il loro ruolo occupato da mortai, lanciarazzi multipli, cannoni senza rinculo e missili filoguidati. Molti pezzi d'artiglieria moderni sono fabbricati in leghe leggere e sono trasportabili, assemblati, via elicottero.

## Galleria d'immagini

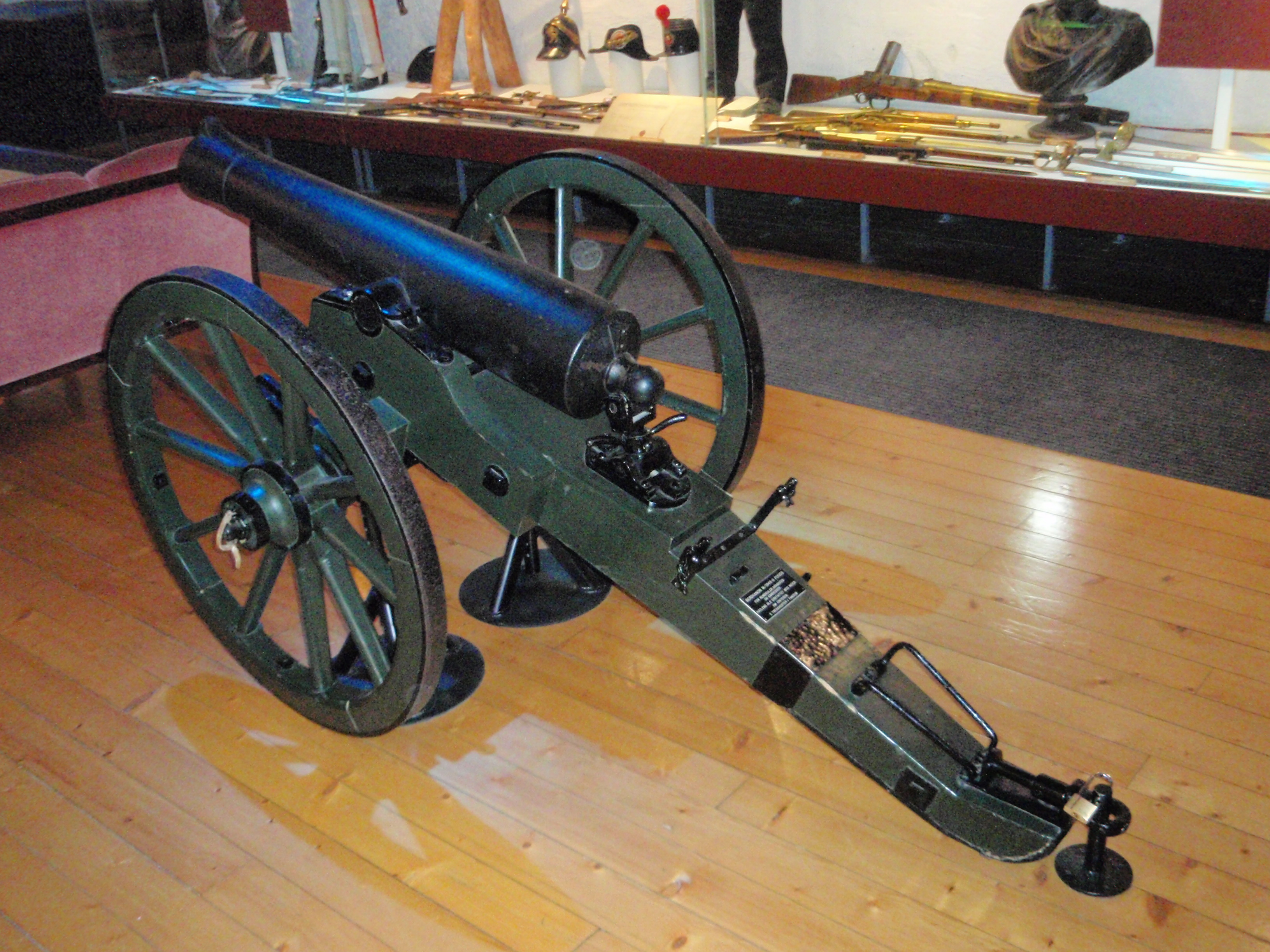
Cannone da montagna norvegese da sei libbre del 1848, ad avancarica
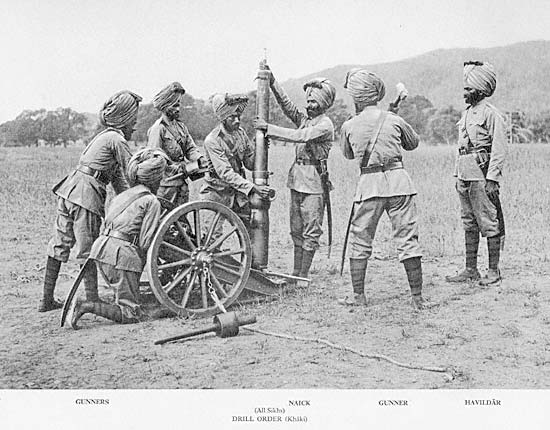
Un gruppo di serventi della British Indian Army assembla un cannone da montagna RML 2,5 in, circa 1895
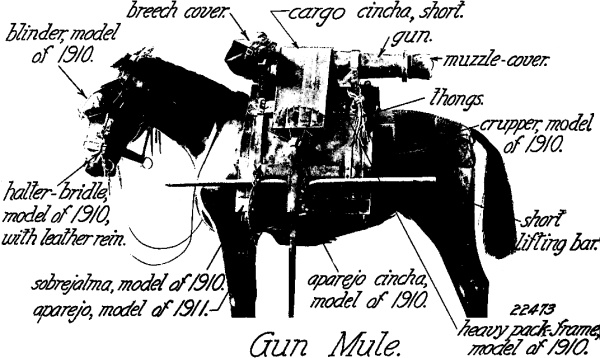
Trasporto della canna di un cannone da montagna QF 2,95 in via mulo, circa 1916
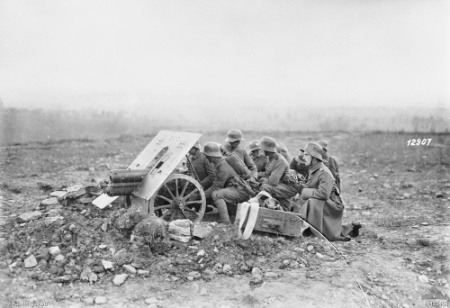
Serventi tedeschi che usano uno Škoda 7,5 cm Vz. 1915 come cannone controcarri improvvisato nel 1918
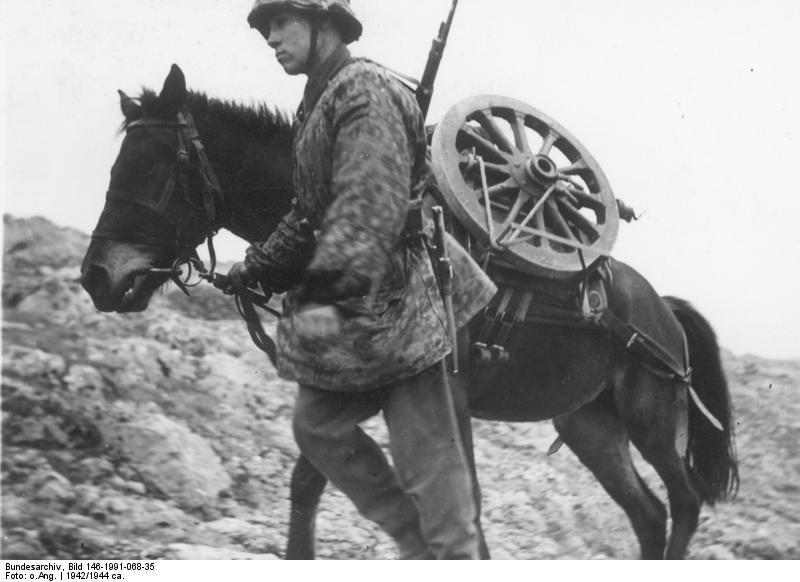
Trasporto di ruote da cannone dell'esercito tedesco, 1942
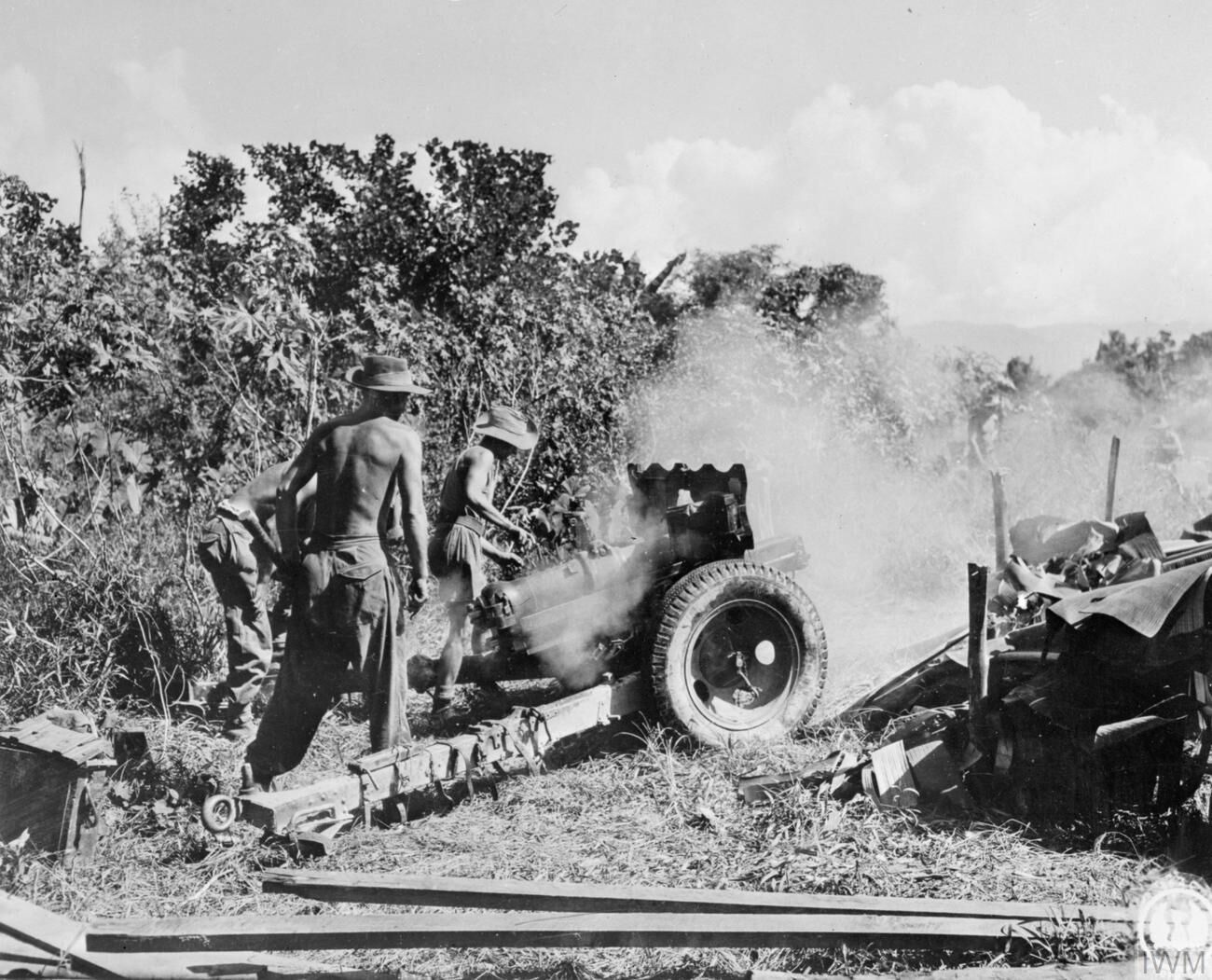
Serventi di un obice da campagna QF 3,7 in inglese in Burma, 1944
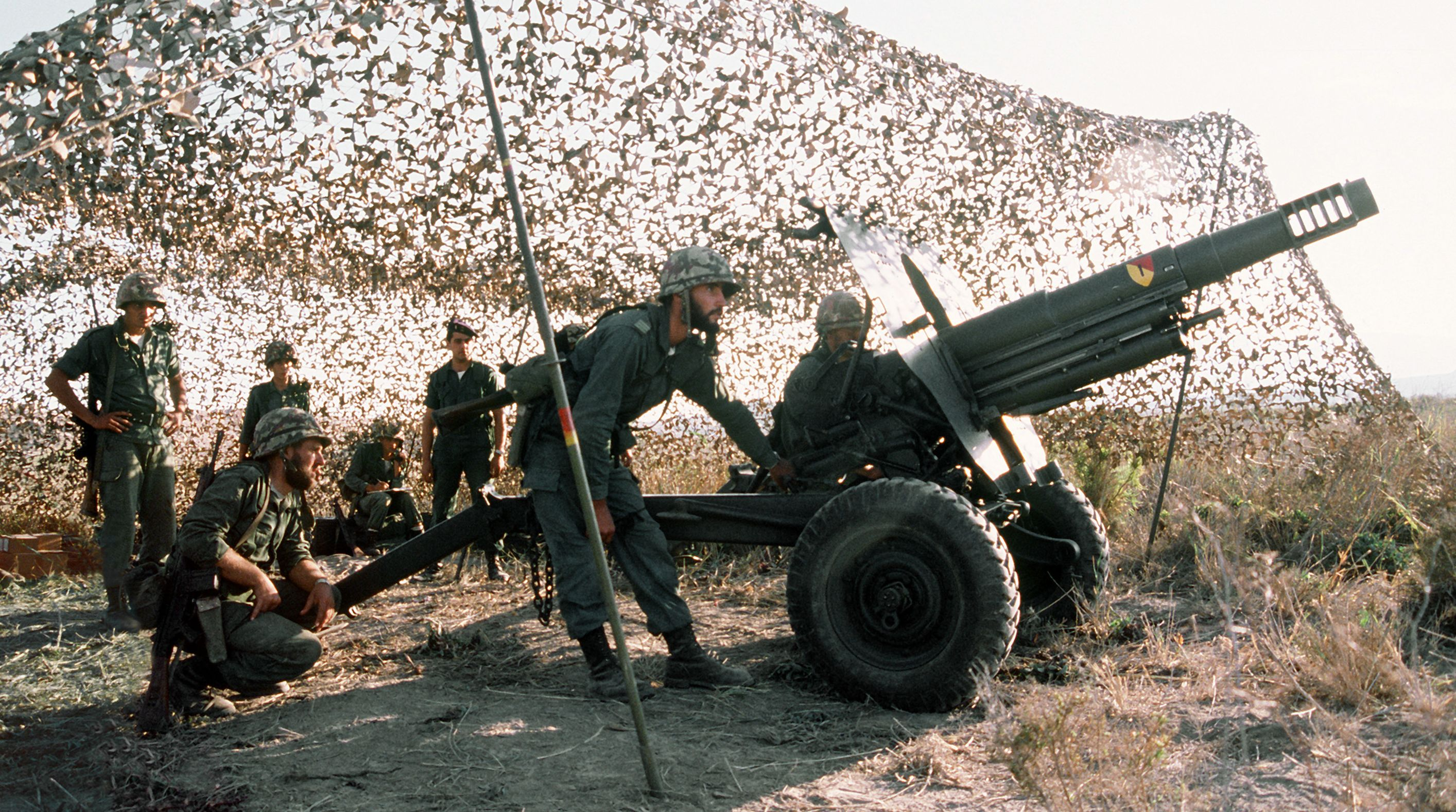
Marine spagnoli che azionano un OTO Melara 105 mm M56 nel 1981